# Clistoconchidae
De Clistoconchidae is een familie van tweekleppigen uit de orde Anomalodesmata.

## Geslacht
- Clistoconcha E. A. Smith, 1910